# Sheila Whitaker
Sheila Hazel Whitaker (1 de abril de 1936 - 29 de julio de 2013) fue una programadora de cine y escritora inglesa.
Whitaker nació en Thornton Heath, al sur de Londres y se crio en el norte de la ciudad, Mánchester, Cardiff y Birmingham después de la Segunda Guerra Mundial. Fue nombrada para supervisar alambiques, pósteres y colecciones de diseños del BFI en 1968, dejándolo en 1975 para estudiar licenciatura en Literatura Europea Comparativa de la Universidad de Warwick. En un momento difícil para el lugar, en 1979 se convirtió en directora de la Tyneside Cinema en Newcastle, también del Tyneside Festival de Cine Independiente, al mismo tiempo.
Mientras era cabeza de la programación del Teatro Nacional de Cine 1984-90, fue directora del Festival de Cine de Londres, desde 1987 hasta 1996. Fue directora de programación internacional para el Festival Internacional de Cine de Dubái de 2008, y ha sido consultora para el evento desde 2004.
Con otras personas, ella coeditó Life and Art: The New Iranian Cinema (1999), y An Argentine Passion (2000), sobre la película de la directora argentina María Luisa Bemberg.
Sheila Whitaker fue galardonado con el Caballero de la Orden de las Artes y las Letras y doctor honoris causa por las Universidades de Newcastle y Warwick. Murió en Londres después de sufrir de esclerosis lateral amiotrófica.